# 40209 Morrispodolak
40209 Morrispodolak è un asteroide della fascia principale. Scoperto nel 1998, presenta un'orbita caratterizzata da un semiasse maggiore pari a 3,0895627 au e da un'eccentricità di 0,1574685, inclinata di 4,78608° rispetto all'eclittica.